# Gymnogeophagus
Gymnogeophagus is een geslacht van straalvinnige vissen uit de familie van de cichliden (Cichlidae).

## Soorten
- Gymnogeophagus australis (Eigenmann, 1907)
- Gymnogeophagus balzanii (Perugia, 1891)
- Gymnogeophagus caaguazuensis Staeck, 2006
- Gymnogeophagus che Casciotta, Gómez & Toresanni, 2000
- Gymnogeophagus gymnogenys (Hensel, 1870)
- Gymnogeophagus labiatus (Hensel, 1870)
- Gymnogeophagus lacustris dos Reis & Malabarba, 1988
- Gymnogeophagus meridionalis dos Reis & Malabarba, 1988
- Gymnogeophagus rhabdotus (Hensel, 1870)
- Gymnogeophagus setequedas dos Reis, Malabarba & Pavanelli, 1992
- Gymnogeophagus tiraparae González-Bergonzoni, Loureiro & Oviedo, 2009